# Интерлеукини
Интерлеукини су група цитокина (излучених протеина/сигналних молекула). Интерлеукин које ослобађају бела крвна зрнца (леукоцити) су прво откривени. Термин интерлеукин је изведен из (интер-) „као у средства за комуникацију“, и (-леукин) „услед да леукоцити производе многе од ових протеина и да оно делују на леукоците ". Ово име је врста реликвије, пошто њих производе многе врсте ћелија у телу. Функција имунског система је у знатној мери зависна од интерлеукина. Већину интерлеукина синтетишу помоћни CD4+ T лимфоцити, а у значајној мери и моноцити, макрофаге, и ендотелијалне ћелије. Оне промовишу развој и диференцијацију T, B, и хематопоетских ћелија.

## Врсте интерлеукина
| Име                           | Извор                                                                                         | Target receptors                        | Циљне ћелије                                                                                | Функција |
|                               | макрофаге, ћелије, моноцити, дендритске ћелије                                                | ,                                       | T помоћне ћелије                                                                            | ко-стимулација |
| ћелије                        | макрофаге, ћелије, моноцити, дендритске ћелије                                                | ,                                       | матурација & пролиферација                                                                  | |
| ћелије                        | макрофаге, ћелије, моноцити, дендритске ћелије                                                | ,                                       | активација                                                                                  | |
| макрофаге, ендотелијум, друге | макрофаге, ћелије, моноцити, дендритске ћелије                                                | ,                                       | инфламација, мале количине индукује реакцију акутне фазе, велике количине узрокује грозницу | |
|                               | -ћелије                                                                                       | ,                                       | активиране T ћелије и ћелије, NK ћелије, макрофаге, олигодендроцити                         | стимулишу раст и диференцијацију T ћелијског одговора. Може бити коришћено у имунотерапији у третману карцинома или за супресију код трансплант пацијената.                                       |
|                               | активиране Т помоћне ћелије, mast ћелије, ћелије, ендотел, еосинофили                         |                                         | хематопоетске стем ћелије                                                                   | диференцијација и пролиферација мијелоидних прогенитор ћелија у нпр. еритроците, гранулоците |
| маст ћелије                   | активиране Т помоћне ћелије, mast ћелије, ћелије, ендотел, еосинофили                         | раст и ослобађање хистамина             |                                                                                             | |
|                               | 2-ћелије, активиране наивне , меморијске ћелије, mast ћелије, макрофаге                       | ,                                       | активиране ћелије                                                                           | пролиферација и диференцијација, и синтеза. Важна улога у алергијском одзиву () |
| T ћелије                      | 2-ћелије, активиране наивне , меморијске ћелије, mast ћелије, макрофаге                       | ,                                       | пролиферација                                                                               | |
| Ендотел                       | 2-ћелије, активиране наивне , меморијске ћелије, mast ћелије, макрофаге                       | ,                                       |                                                                                             | |
|                               | 2-ћелије, mast ћелије, еосинофили                                                             | ,                                       | еосинофили                                                                                  | производња |
|                               | 2-ћелије, mast ћелије, еосинофили                                                             | ,                                       | диференцијација, производња                                                                 | |
|                               | макрофагe, астроцити, ендотелијалне ћелије                                                    | ,                                       | активиране B ћелије                                                                                 | диференцијација у ћелије плазме |
| ћелије плазме                 | макрофагe, астроцити, ендотелијалне ћелије                                                    | ,                                       | секреција антитела                                                                          | |
| хематопоетске стем ћелије     | макрофагe, астроцити, ендотелијалне ћелије                                                    | ,                                       | диференцијација                                                                             | |
| T ћелије, друге               | макрофагe, астроцити, ендотелијалне ћелије                                                    | ,                                       | индукује реакцију акутне фазе, хематопоезу, диференцијацију, инфламацију                    | |
|                               | ћелије строме коштане сржи и ћелије строме тимуса                                             | ,                                       | пре/про-B ћелије, пре/про-T ћелије, ћелије                                                              | диференцијација и пролиферација лимфоцитних прогенитор ћелија, има удела у опстанку, развоју и хомеостази , T, и ћелија, ↑проинфламаторни цитокин                                                 |
|                               | макрофаге, лимфоцити, епителске ћелије, ендотелне ћелије                                      | , /CD128                                     | неутрофили, базофили, лимфоцити                                                             | хемотакса неутрофила |
|                               | Th2 ћелије, специфично помоћне ћелије                                                                   |                                         | T ћелије,                                                                                   | Потенцира , , стимулише mast ћелије |
|                               | моноцити, -ћелије, mast ћелије, макрофаге, subset                                             | ,                                       | макрофаге                                                                                   | продукција цитокина |
| ћелије                        | моноцити, -ћелије, mast ћелије, макрофаге, subset                                             | ,                                       | активација                                                                                  | |
| маст ћелије                   | моноцити, -ћелије, mast ћелије, макрофаге, subset                                             | ,                                       |                                                                                             | |
| -ћелије                       | моноцити, -ћелије, mast ћелије, макрофаге, subset                                             | ,                                       | инхибира производњу цитокина (, )                                                           | |
| -ћелије                       | моноцити, -ћелије, mast ћелије, макрофаге, subset                                             | ,                                       | Стимулација                                                                                 | |
|                               | строма коштане сржи                                                                           |                                         | строма коштане сржи                                                                         | производња протеина акутне фазе, остеокласт формација |
|                               | дендритске ћелије, T ћелије, макрофаге                                                        | ,                                       | активиране T ћелије,                                                                        | диференцијација у цитотоксичне T ћелије са IL-2, ↑ , ↓ |
| ћелије                        | дендритске ћелије, T ћелије, макрофаге                                                        | ,                                       | ↑                                                                                           | |
|                               | активиране -ћелије, mast ћелије, ћелије                                                       |                                         | -ћелије, ћелије, макрофаге                                                                  | Стимулише раст и диференцијацију (, инхибира 1-ћелије и производњу инфламаторних цитокина макрофага (нпр. ), ↓                                                                                    |
|                               | T ћелије и поједине малигне ћелије                                                            |                                         | активиране ћелије                                                                           | контролише раст и пролиферацију ћелија, инхибира секрецију |
|                               | мононуклеарни фагоцити (и неких других ћелија), посебно макрофаге након инфекције са вирусима |                                         | T ћелије, активиране ћелије                                                                 | Индукује производњу Природни убица ћелије |
|                               | лимфоцити, епителијалне ћелије, еосинофили, T ћелије                                          |                                         | T ћелије (1-ћелије)                                                                         | хемоатрактант |
|                               | Th17-ћелије (Th17)                                                                                | ,                                       | епителијум, ендотелијум, друга                                                              | остеокластогенеза, ангиогенеза, ↑ инфламаторни цитокини |
|                               | макрофаге                                                                                     |                                         | 1-ћелије, ћелије                                                                            | Индукује производњу, ↑ активност ћелија |
|                               | -                                                                                             |                                         |                                                                                             | - |
|                               | -                                                                                             |                                         |                                                                                             | регулише пролиферацију и диференцијацију кератиноцита |
|                               | активиране T помоћне ћелије, ћелије                                                           |                                         | Сви лимфоцити, дендритске ћелије                                                            | ко-стимулише активацију и пролиферацију CD8+ T ћелија, повећава цитотоксичност, повећава CD40-руковођену пролиферацију ћелија, диференцијацију и промену изотипа, промовише диференцијацију Th17 ћелија |
|                               | -                                                                                             |                                         |                                                                                             | Активира и и повећава производњу протеина акутне фазе као што су серум амилоид A, Алфа 1-антихимотрипсин и хаптоглобин у хепатома ћелијским линијама                                              |
| -23                           | -                                                                                             |                                         |                                                                                             | Повећава ангиогенезу али умањује T-ћелијску инфилтрацију |
| -24                           | -                                                                                             |                                         |                                                                                             | Игра важне улоге у супресији тумора, залечивању рана и псоријази путем утицаја на ћелијски опстанак.                                                                                              |
| -25                           | -                                                                                             |                                         |                                                                                             | Индукује производњу , и , што стимулише експанзију еосинофила |
| -26                           | -                                                                                             |                                         |                                                                                             | Повећава секрецију и изражавање на површини епителијалних ћелија |
| -27                           | -                                                                                             |                                         |                                                                                             | Регулише активност лимфоцита и T лимфоцита |
| -28                           | -                                                                                             |                                         |                                                                                             | Игра улогу у имуној одбрани против вируса |
| -29                           | -                                                                                             |                                         |                                                                                             | Игра улогу у одбрани против микроба |
| -30                           | -                                                                                             |                                         |                                                                                             | Формира један од ланаца |
| -31                           | -                                                                                             |                                         |                                                                                             | Можда учествује у инфламацији коже |
| -32                           | -                                                                                             |                                         |                                                                                             | Индукује секрецију моноцита и макрофага , и |
| -33                           | -                                                                                             |                                         |                                                                                             | Индукује -ћелије да производе тип 2 цитокине |
| -34                           | -                                                                                             | стимулишући фактор колонија 1 рецептора | моноцити                                                                                    | Повећава раст или опстанак имуних ћелија, моноцита. |
| -35                           | регулаторне T ћелије                                                                          |                                         |                                                                                             | Супресија активације Т помоћних ћелија |

## Погледати
- Цитокини
- Фактор некрозе тумора
- Хемокини
- Запаљење